# Ortografia della lingua spagnola

## Accento prosodico e accentazione grafica delle parole
In spagnolo, come in altre lingue latine, le parole portano un segno grafico di accento (in spagnolo: tilde) quando non seguono la regola generale di accentazione. Questo segno grafico coincide con quello che, in italiano e altre lingue, viene chiamato accento acuto (á, é, í, ó, ú), anche se ciò non ha nulla a che vedere con la maggiore o minore apertura delle vocali.
Vengono qui riportati i casi particolari di accentazione:
- Si accentano le parole tronche (palabras agudas) cioè quelle che hanno l'accento sull'ultima sillaba, quando queste terminano per -s, per -n, o per -vocale (es: estás, posición, café). La regola non si deve applicare nelle parole che finiscono per -n o -s se questi due fonemi seguono a un altro consonantico (baobabs, salvaslips, ecc.) e neanche nelle parole che finiscono con la lettera y (caray).
- Si accentano le parole piane (palabras llanas o graves) cioè quelle che hanno l'accento sulla penultima sillaba, quando terminano per consonante che non sia -s,-n (es: cónsul, López, carácter). La regola si deve applicare anche nelle parole che finiscono per più di un fonema consonantico (fórceps).
- Le parole sdrucciole e bisdrucciole (palabras esdrújulas y sobresdrújulas), sono quelle che hanno l'accento sulla terzultima o quartultima sillaba, si accentano sempre (práctica, próximo, jóvenes, diciéndoselo).
- Si accentano anche le parole che presentano degli iati formati da vocali forti (a, e, o), per esempio aéreo, mediterráneo, e vocali deboli (i, u), che hanno l'accento sulla vocale debole (es: período, Raúl, actúan, filosofía)
- L'accento si utilizza anche come diacritico nel caso si parli di parole delle quali una si usa normalmente senza accento prosodico nella parola, mentre l'altra sempre si dice accentuata: es. sí (sì) e si (se); tú (tu) e tu (il tuo / la tua...); más (più) e mas (ma), cuándo (quando? = pronome interrogativo) e cuando (quando = pronome relativo); ecc.

## Pronuncia
| Lettera o digrafo       | Trascriz. IPA              | Spiegazione e segnalazione di varietà |
| ----------------------- | -------------------------- | --- |
| a                       | /a/                        | È come la "a" di aereo |
| e                       | /e/                        | È come la "e" di eterno |
| i                       | /i/                        | È come la "i" di piccolo |
| o                       | /o/                        | È come la "o" di occhio, vocale arrotondata chiusa. Una vocale si dice arrotondata/procheila se si pronuncia con le labbra arrotondate, formando un cerchiolino. |
| u                       | /u/                        | È come la "u" di unico, vocale arrotondata chiusa. |
| b-; -b-                 | /b/-; -/β/-                | A inizio parola, è una "b" di balena; se intervocalica, è la stessa consonante bilabiale ma pronunciata senza contatto totale tra le labbra a causa di una lenizione. È una consonante sonora: le sonore si distinguono dalle sorde se il palmo della mano intorno alla gola non sente le vibrazioni (in tal caso, sono sorde). Si paragoni, per esempio, "fffff" e "sssss" con "vvvv" e "mmmm". |
| ca, co, cu              | /k/-                       | Con davanti -a, -o, -u, è una "c" di cane, "ch" di chela e "k" di koala. |
| ce, ci (cc)             | /s/~/θ/ (ks/~/kθ/)         | Con davanti -e e -i, due vocali anteriori (in più, la "i" è più alta di "e"), la consonante si palatalizza, esattamente come succede in molte altre lingue (italiano, portoghese, francese, romeno, inglese, polacco...). Per la precisione, nello spagnolo latinoamericano diventa una "s" di senza, mentre in quello castigliano diventa una "t" di tavolo ma interdentale, tale per cui la punta della lingua si mette in mezzo alle due arcate dentarie. È una consonante sorda che anticamente veniva pronunciata */t͡s/. Il fenomeno che descrive le due varietà di pronuncia di chiama "seseo". A margine, si aggiunge che il raddoppio "cc" in -cce- e -cci- si pronunciano /ks/- o /kθ/- a causa della palatalizzazione, e.g. reacción, inaccesible. "cc" seguito da altre vocali è raro e si trova in prestiti. |
| ch                      | /t͡ʃ/~/ʃ/                   | È una "ci" di ciao, consonante sorda. In alcune parole in cui si trova è frutto di una palatalizzazione di -it- a causa della vocale /i/, e.g. muito > mucho; leite > leche; noite > noche; oito > ocho. Le palatalizzazioni non sono avvenute in portoghese. Una pronuncia alternativa è come "sci" di scienza, consonante sorda. Questa pronuncia si ritrova pure in portoghese, francese e inglese. In tutte queste lingue deriva da un'antica */t͡ʃ/. - - - ocho (otto), noche (notte), leche (latte), cucaracha (scarafaggio), macho (maschio), muchacho (ragazzo), chico (ragazzo), mucho, tache (croce, e.g. per crocettare risposte errate), tachar (crocettare), gaucho (cowboy), luchar (lottare), chaqueta (giacca), chaleco (gilet; cappotto senza maniche), chanclas (flip flop/pantofole a infradito), hongo/champiñón (fungo; la seconda parola è un francesismo), cheque (assegno), chapa (serratura), Chile, chileno, Chiapas (uno stato in Messico), chihuahua, conductor/chofer (autista/conducente; la seconda parola è un francesismo), chuleta (costata), chulo (pimp/pappone/protettore), machete, ducha (doccia), China, chino (cinese), chocolate (si pronuncia così come si scrive), Quechua, chiringuito (chiosco, tipicamente col tetto di paglia o foglie secche di palma), chupar (succhiare/ciucciare), rancho (ranch), poncho (una specie di mantellino che si mette sulle spalle, copre la schiena e le braccia), marchar (marciare), derecho (diritto), cuchillo (coltello), revanchismo, ultraderechismo, machismo, fetichismo, dieciocho (diciotto/18), ochenta (ottanta/80), ochocientos (ottocento/800), ocho mil (ottomila/8000), churrasco (grigliata mista argentina e brasiliana), Cochabamba (comune in Bolivia), Apache (si legge così come si scrive), Cheyenne (si legge all'inglese), escuchar (ascoltare). |
| d-; -d-                 | /d/-; -/ð/-                | A inizio parola è una "d" di dado, consonante sonora. Se intervocalica, si lenisce siccome il suono diventa sonoro interdentale. Si può immaginare come la controparte sonora di /θ/. Sia /θ/ che /ð/ sono due suoni presenti in inglese: si pensi a "think" e "that". |
| f                       | /f/                        | È una "f" di farfalla, consonante sorda. |
| ga, go, gu, ge, gi; -g- | /g/-; -/x/-                | A inizio parola, è una "g" di gallo, consonante sonora; se intervocalica, è lo stesso suono ma reso sordo/desonorizzato e senza contatto tra organi. In questo caso, non si palatalizza mai a priori. La pronuncia /x/ lo rende identico alla pronuncia di "je, ji" (vedi avanti), ma il suono/lettera "j" può comparire anche davanti alle altre vocali. |
| h                       | (muta)                     | È muta, come in italiano e francese. Solo pochissimi prestiti hanno un'aspirazione pronunciata come /x/, cioè una "c" di cane sorda e senza contatto tra organi: degli esempi sono "hámster, hobby, hawaiano, harakiri, Yokohama". - - - haber ("avere" come verbo ausiliare), hola (ciao), hoy (oggi), hay (c'è/ci sono), hasta (fino a...), hasta mañana (a domani), hongo (fungo), humo (fumo), humar (fumare), hijo (figlio), hotel, hermano (fratello), hermosa (bella/formosa), hechar (fare), hacer (fare), hilo (filo), hielo (ghiaccio), huevo (uovo), humilde (umile), hablar (parlare; in portoghese si dice invece "falar"), haora (ora/adesso), hada (fata), halcón (falco), hallar (trovare), hambre (fame), hamaca (amaca), harina (farina), hato (mandria), hebilla (cinghia della cintura), hebreo, hedor (fetore), hedonismo, hegemonía, helicóptero, helado (gelato), hemorragia, hemorroides, hepatitis, heterogeneous, heterosexual, heurístico, hibiscus, hibrido, hydration, hidalgo (gentleman), hierro (ferro), hierba (erba), higiene, himno (inno), hipócrita, hipopótamo, historia, hito (pietra miliare), hocico (grugno), hoa (esclamazione in saluti forse come contrazione di “hola”, e.g. “hoa amigo, hoa buenos días, hoa amor”), hogar (casa propria), hoja (foglia; foglio), hombro (spalla), hombre (uomo), honestamente, Honduras, horario, hora, horno (forno), hospital, hoz (ascia), hoguera (piccolo falò), heroico, héroe, heroína (eroina; droga), huir (fuggire), hervir (bollire), hache (accetta), huracán, huérfano, habitar, habitantes, horóscopo, hamburguesa, chihuahua, exhibición, exhausto, exhaustivo, inhalar, cacahuate/maní (nocciolina), zanahoria (carota), almohada (cuscino), hache (è il nome della lettera H)                                                                            |
| j                       | /x/                        | È una "c" di cane ma senza contatto tra organi (come in "ge, gi"). Questa consonante sorda anticamente era pronunciata */ʒ/, cioè una "gi" di gioco ma senza contatto tra organi. In portoghese, questa lettera ritiene questo suono. |
| k                       | /k/                        | È una "k" di koala, reperibile in qualche prestito. |
| l                       | /l/                        | È una "l" di leva. |
| ll                      | /ʎ/; /ʝ/~/ʒ/               | È una "gli" di aglio, mentre nella zona di Rio de la Plata (tipicamente in Argentina e/o in altre zone dell'America Latina in base al parlante) si sente come una "gi" di gioco ma senza contatto tra organi, consonante sonora. Anche in Uruguay si può sentire /ʒ/. Una terza pronuncia simile è /ʝ/, cioè una "ghi" di ghirlanda sonora ma senza contatto tra organi. Può trovarsi a inizio parola, solitamente in corrispondenza di antichi cluster a inizio parola, che in delle varianti (e.g. colombiano) sono ritenuti. Il fenomeno che descrive queste due macro-varietà di pronuncia si chiama "yeismo". - - - pollo, gallina, calle, valle, villa (città), villano (villano/infame) ella, bella, mascarilla, llave/clave, llamar/clamar (chiamare), llvia/pluvia, llevar (portare), llegar (raggiungere), llorar (piovere), llover/plover (piovere), lluvoso/pluvoso (piovoso), toalla (tovaglia), amarillo (giallo), cuchillo (coltello), tortilla (è un tipo di piadina messicano), brillo (brillante), cedilla (diacritico sotto la ç, ancora usata in francese), Sevilla (Siviglia), allí/allá (lì). |
| m                       | /m/                        | È una "m" di mano, consonante sonora. Non avvengono nasalizzazioni, come in francese e portoghese. |
| n                       | /n/; /ŋ/-; /ɱ/-            | È una "n" di nove, consonante sonora. Non avvengono nasalizzazioni, come in francese e portoghese. Esattamente come in italiano e altre lingue, avvengono dei fenomeni di assimilazione consonantica in base alla consonante che la segue: se è velare (/k/ e /g/) la "n" si pronuncia come nell'inglese "king" e nell'italiano "panca" e "fango". Se seguita da una consonante labiodentale (/f/ e /v/) invece diventa anch'essa labiodentale, cioè una sorta di "m" di mano pronunciata con gli incisivi dell'arcata dentaria superiore a contatto con il labbro inferiore, come in "tramviere" e "anfora". Infine, il cluster "nv" si pronuncia /mb/ (e.g. invierno), come in samba. |
| ñ                       | /ɲ/                        | È una "gni" di bagni, consonante sonora. Storicamente, deriva da un'antica /n/ geminata/raddoppiata/tensificata, come in "tonno". Il tildo deriva infatti da una piccola "n" stilizzata e si usa ampiamente in portoghese per segnalare alcune nasalizzazioni. - - - año (anno), niño (bambino), viña, toño (tono), tiña, raña (rana), piña (ananas; da qui deriva “piña colada”), maño (mano), daño (danno), araña (ragno), guiño (occhiolino), mañana (domani), montaña (montagna), caña (bottiglia di vetro e sottile, per esempio di birra, e.g. caña de cerveza; canna da pesca in “caña de pescar” e da zucchero in “caña de azucar”), sueño (sogno), señal, puñal, bañar, ordeñar, tacaño, puñado (un pugno di…), España, español, enseñar, pequeño, engañar, engaño, campaña (campagna), champaña/champán (champagne), compañero (compagno/collega), jalapeño (un tipo di peperoncino), estaño (stagno, come elemento chimico), ñoqui (gnocchi), Doña (Donna, come titolo onorifico, simile a señora), otoño (autunno), cañón (cannone). |
| gn                      | /gn/                       | In spagnolo è una "g" di gallo seguita da una "n" di nave ed è un cluster a 2 membri sonoro distinto dalla consonante unica "ñ". - - - Signar, signo, ignoto, maligno, magneto (magnete), dignidad, magnitud, magnolia, ignorar, ignorante, ignorancia, significar, significato, signatura, asignar, reasignar, prognosis, resignarse, magnético, magnífico, indignado, indignación, incognita, impugnar, impregnar, magnetismo, designar, designación, diagnóstico, electromagnético, electromagnetismo. Eccezione: cognac. |
| p                       | /p/                        | È una "p" di palla, consonante sorda. |
| qua, quo                | /kw/-                      | È una "qua" di quaglia e "quo" di quorum. Nello spagnolo odierno è disusato, e sostituito da "cua", "cuo". |
| que, qui                | /k/-                       | È una "che" di chela e "chi" di chilo: salta via la semivocale chiusa arrotondata (e dunque non si forma il dittongo). - - - que, aquel (quello), ¿por qué?, porque, cheque (assegno), quemar (bruciare), querer, pequeño, Velázquez, cacique (cacicco, il capo di una tribù indigena in Sudamerica); Guayaquil, quiz, aquí (qui/qua), quince, quinto, quinta (casa), equipo (equipaggiamento), equipar, equino, equinoccio, réquiem, quien (chi), quienes (chi, al plurale), líquido, inquieto, conquistar, conquista, Conquistadores, Pakistán/ Paquistán, masoquismo, sadomasoquismo, maquiavélico, franquismo, franquista, equívoco, tranquilo, tranquilizar, anarquia, anarquico, autarquía, equivalencia, equivalente, equivalencia, izquierda, inquisición, alquimia, monarquía, monarquico, liquidación, arquitecto, equilibrio, equidistante, tequila. |
| qüe, qüi                | /kw/-                      | È una "que" di questione e "qui" di aquila: l'umlaut sopra la "u" disambigua che si ritiene la semivocale /w/ e dunque si sente il dittongo. Nello spagnolo odierno è disusato, e sostituito da "cue", "cui". |
| gua, guo                | /gw/-; -/ɣw/-              | È una "gua" di guardare e "guo" di languorino. |
| gue, gui                | /g/-; -/ɣ/-                | È una "ghe" di maghe e "ghi" di laghi: anche qui cade la semivocale, tale per cui non si forma il dittongo. - - - hoguera (focolare, falò), Miguel, guerra, guerrero, posguerra (il Dopoguerra), dengue (nome di una malattia febbrile), Cheguevara; chiringuito, guiño (occhiolino), guitarra, águila, seguir, Guinea-Bisseau, Papúa Nueva Guinea, Golfo de Guinea, Guinea Ecuatorial, guineano, anguila (anguilla), alguién (qualcuno, nessuno), lánguido, narguile (narghilè: è una sorta di bong alto e stretto usato dagli arabi per fumare tabacco o essenze profumate), inguinal, aguileña (aquilegna/il fiore di colombina), extinguir, siguiente, guitarrero (fabbricante di chitarre), guitarrista, guillotina, conseguir, sanguinario, perseguir (perseguitare), distinguir. |
| güe, güi                | /gw/-; -/ɣw/-              | È una "gue" di guerra e "gui" di guidare: l'umlaut sopra la "u" disambigua che si ritiene la semivocale /w/ e dunque si sente il dittongo. - - - güey (idiota), güero/a (persona pallida e bionda ma non statunitense, con cui si usa “gringo”), güelfo, Igüeña (un comune in Spagna, a Castiglia e León), pingüe, cigüeña, desagües (fogne), Camagüey (grande città e capoluogo dell’omonima provincia a Cuba), bilingüe, trilingüe, ungüento, Mayagüez (città di Puerto Rico, affacciata alla costa occidentale), zarigüeya (opossum), antigüedad, ambigüedad, Hortigüela (comune spagnolo a Castiglia e León), monolingüe, multilingüe, plurilingüe, nicaragüeño/nicaragüense, vergüenza (vergogna), güiro (guiro, il nome di uno strumento zigrinato a percussione), argüir, güisqui/whisk(e)y (whiskey, con la “e” se statunitense), pingüino, exigüidad, lingüista, piragüismo (canottaggio; da “canoa/piroga”), piragüista (canoista/”piroghista”), bilingüismo, trilingüismo, multilingüismo, plurilingüismo, lingüística, sociolingüística, sociolingüista. |
| r; -r-                  | /r/-; -/ɾ/-                | A inizio parola, è una "r" sonora polivibrante, mentre se intervocalica si riduce in una "r" sonora monovibrante. Il comportamento è identico all'italiano, e.g. "ruota" e "arare". |
| -rr-                    | -/r/-                      | È una "rr" di carro, sonora polivibrante come in italiano. Compare sempre in posizione intervocalica. |
| -r                      | /r/; muta                  | A fine parola (e.g. negli infiniti dei verbi) può essere ritenuta o, in base al parlante e al registro usato (e.g. colloquiale VS parlata curata) può cadere. |
| s; -s                   | /s/ e /z/; ~muta           | È una "s" di senza; si sonorizza (come "z" di zebra sonora ma senza contatto tra organi) prima di una consonante sonora. Le combinazioni sono "sn, sm, sb, sv, sd, sg, sl, sr". Nel cluster/gruppetto consonantico "sl", in base al parlante o zona geografica (e.g. Ecuador), si sente /xl/ invece di /zl/ per un fenomeno vagamente simile a una depalatalizzazione. Sempre in base al registro e al parlante o zona geografica (e.g. Isole Canarie), la -s a fine parola può cadere. |
| t                       | /t/                        | È una "t" di tavolo, consonante sorda. |
| v                       | /b/-; -/β/-                | Corrisponde alla "b" in spagnolo, spiegata in precedenza. Anticamente, i due suoni erano distinti. |
| w                       | /v/; /w/-                  | È una "v" di vela o semivocale "u" di questo, in base al prestito (siccome si reperisce in prestiti). |
| x; x- (tl)              | /ks/; /s/- (/tl/ < */ t͡ɬ/) | È una "cs" di clacson e, in dei nomi propri di luogo/toponimi sporadici (e.g. México, Oaxaca, Xalapa, Xaltocan, Tlaxcala de Xicohténcatl, Texas; include il nome proprio Jerjes/Xerxes e il nome di una varietà di uva bianca in Spagna, "pedro ximénez"), una "c" di cane senza contatto tra organi (/x/) siccome ritengono l'ortografia arcaica. La pronuncia antica era una "sci" di scienza, */ʃ/, a stento riconoscibile proprio nei toponimi. Infine, la terza pronuncia è la riduzione in "s" di senza se a inizio parola. Alcune parole di quest'ultimo tipo, comprendente anch'esso un numero contenuto di vocaboli, è "xerox, xenón, Ximena (nome proprio femminile), xilema (tessuto vegetale che trasporta la linfa grezza dalle radici alle foglie), Xiamen (厦门, città cinese anticamente detta Amoy, in cui si parla un dialetto hokkien conservativo), Shanghai/Xanghai (上海), Xiongnu (匈奴, nome in cinese di un'antica popolazione barbarica, forse gli Unni), Xinjiang (新疆, una provincia cinese) xilófono, xenófobo, xenofobia, xerografía, xilografía, xerografiar". A margine, si aggiunge che il suono "tl" deriva dall'azteco e oggi si pronuncia /tl/, così come è scritto, ma originariamente era una consonante laterale (come la L in italiano e spagnolo e altre lingue ancora) sorda che si pronunciava come una "ci" di ciao ma non con la punta della lingua contro il palato, ma con un lato della lingua contro i denti in fondo all'arcata superiore. Si trova anche nel nome nativo della lingua azteca, "Nahuatl", e in nomi di divinità azteche, e.g. Quetzalcoatl (il Serpente Piumato), Huitzilopochtli (il Dio Sole). Oggi il Nahuatl è ancora parlato ma nella variante moderna e non classica. |
| y                       | /j/-; /ʒ/-; /ʝ/-           | È una "i" semivocalica come in iena e si usa per formare dittonghi. In base al parlante e/o zona geografica (e.g. Ecuador), si può sentire come una "gi" di giocare sonora e senza contatto tra organi (e.g. "ayudar", aiutare). Come terza alternativa, è una "ghi" di ghirlanda sonora ma senza contatto tra organi. I suoni che danno origine allo yeismo non si applicano solo al digrafo "ll", ma pure alla "y". Si possono formare dittonghi con tutte e cinque le vocali, sia in parole spagnole che in prestiti. Cinque esempi sono: Guayaquil (città in Ecuador, capoluogo di Guayas), inyectar, Yihad (Jihad), apoyo, ayudar. |
| z                       | /s/; /θ/                   | Corrisponde a "ce, ci", seseo incluso. |

A margine, si aggiunge come oggi non esista il suono /t͡s/, che invece esisteva in passato in corrispondenza delle palatalizzazioni di "c" ma anche come lettera a sé, cioè la "c" con la cedilla, la lettera ç. Oggi è caduta in disuso ma ancora in uso in portoghese e reperibile in francese (ma oggi si pronuncia /s/ in entrambe le lingue). Infine, come curiosità, la parola "cedilla" significa "piccola zeta" dal vecchio nome di Z, zeta < ceta (> cedilla).